# Melolobium parviflorum
Melolobium parviflorum är en ärtväxtart som beskrevs av George Bentham. Melolobium parviflorum ingår i släktet Melolobium och familjen ärtväxter. Inga underarter finns listade i Catalogue of Life.